# Alix Garin
Pour les articles homonymes, voir Garin.
Alix Garin, née le 29 mai 1997 à Namur, est une illustratrice, autrice de bande dessinée et de romans graphiques belge.

## Biographie

### Jeunesse et formation
Alix Garin naît le 29 mai 1997 à Namur en Wallonie,. Après l'obtention de son baccalauréat, elle poursuit sa formation à l'École supérieure des arts Saint-Luc de Liège dans la section bande dessinée. En 2017, elle est la lauréate du prix Jeunes Talents du festival Quai des Bulles sur le thème « Au-delà du Rio Grande », à Saint-Malo.

### Ne m'oublie pas
En 2018, fraîchement diplômée, elle déménage à Bruxelles, est embauchée par l'agence Cartoonbase fondée par Olivier Saive et Luc de Brabandere et entame en parallèle l'écriture de Ne m'oublie pas, un récit très personnel. Ce roman graphique est publié aux éditions Le Lombard en 2021 et vaut à son auteure d'être récompensée à plusieurs reprises. Ainsi, elle est récipiendaire du prix Rossel de la bande dessinée, 2021 ; prix France Culture BD des étudiants, 2021 ; prix de la BD Fnac Belgique 2021, prix Babelio 2021 catégorie bande dessinée ; prix de la première œuvre en bande dessinée de la Fédération Wallonie-Bruxelles en 2022. Dans ce roman graphique, qui traite de la maladie d'Alzheimer et des relations intergénérationnelles, une jeune femme Clémence emmène sa grand-mère pour un dernier road trip,. Il connaît une traduction en néerlandais : Vergeet-mij-niet,, (Daedalus, 2021), en anglais : Forget me not (Europe Comics, 2021), en allemand : Vergiss mich nicht (Splitter, 2021), en portugais : Não me esqueças (Edições ASA, 2023). Une version italienne titrée : Non mi dimenticare est publiée par Bao Publishing en juillet 2024. Par ailleurs, une version en chinois traditionnel est publiée par l’éditeur taïwanais Faces Publishing en 2022.

### Autres œuvres
Alix Garin est aussi une illustratrice pour Apolline Guichet dans l'ouvrage C'est comment la première fois ? (Et 80 questions sur l'adolescence), publié aux éditions Bayard Jeunesse en février 2021. Toujours la même année, Hugues Dayez l'invite dans sa rubrique Spirou et moi publiée dans Spirou no 4343 du 7 juillet 2021.
En mai 2023, elle participe à l'album collectif L'Été de mes 17 ans publié aux éditions Bayard Graphic. En juin 2023, elle contribue au volume 40 de la La Revue dessinée avec le récit Mi-temps, récit qui porte sur la boxe thaïlandaise de 6 planches. En septembre 2023, elle rend hommage à André Franquin avec un récit de Modeste et Pompon qui porte sur le vieillissement des personnages dans le Tintin numéro spécial 77 ans,,.

### Impénétrable
En septembre 2024, elle revient avec une bande dessinée autobiographique Impénétrable qui est d'une transparence rare. Alix Garin raconte la reconquête de son corps et de son désir après avoir souffert de vaginisme pendant deux ans - un trouble sexuel qui rend impossible la pénétration. Le récit aborde des thématiques plus larges comme le couple, les injonctions qui pèsent sur la sexualité ou encore la quête de soi. Grégory Cimatti écrit dans Le Quotidien indépendant luxembourgeois : « [...] le dessin se met à la hauteur des intentions. La couleur épouse les humeurs (le rose pour le malaise, l’orange vif du désir, le noir des injonctions…) et accompagne un trait libre, fluide qui, comme l’auteure, semble écouter son propre désir, parfois léger comme un cartoon, d’autres fois dur comme peut être la réalité. ». L’autrice a comme message-clé : « ne vous laissez pas abattre, c’est ce que je veux dire aux gens qui liront le livre et qui traversent toutes sortes d’épreuves dans leur vie. Vous êtes pleins de ressources dont vous ignorez l’existence. ». L'album est publié chez le même éditeur. Le chroniqueur Kelian Nguyen du site ActuaBD écrit qu'elle signe l'album indispensable de la rentrée et le classe comme favori de la rédaction. Selon la journaliste Catherine Makereel du quotidien Le Soir : « Plongeant dans l’intimité de son corps avec une sincérité désarmante, elle crée un album sacrément libérateur. » et elle attribue quatre étoiles à l'ouvrage. L'ouvrage est favorablement reçu par les critiques littéraires,. Le journal Le Monde en fait un de ses choix de la rentrée.
L'ouvrage est nommé au prix Centre-Val de Loire récompensant une bande dessinée pour sa portée citoyenne décerné lors du festival bd BOUM à Blois en novembre 2024. Il fait également partie de la sélection du prix littéraire Les Inrockuptibles 2024 dans la catégorie bande dessinée. L'album figure dans la sélection officielle du Festival d'Angoulême 2025, reçoit le Prix du Public France Télévisions.
En 2025, elle réalise l'affiche du festival BD Comic Strip Festival.
L'artiste expose ses œuvres pour la première fois au Rouge-Cloître à Bruxelles en 2022.
Alix Garin rejoint l'association The Ink Link pour s'engager en bande dessinée autour de l'égalité hommes-femmes.
Elle vit et travaille à Bruxelles en 2021.

## Œuvre

### Publications

#### Romans graphiques
- Ne m’oublie pas[40],[41],[42], Le Lombard, Bruxelles, 15 janvier 2021
Scénario, dessin et couleurs : Alix Garin -  (ISBN 9782803676231)

- Impénétrable[43],[44],[45],[46], Le Lombard, Bruxelles, 6 septembre 2024
Scénario, dessin et couleurs : Alix Garin -  (ISBN 978-2-8082-1080-5),format comics. - Sélection officielle Festival d'Angoulême 2025

#### Collectifs
- 36. #36[47], La Revue dessinée, 1 juin 2022
Scénario et dessin : collectif dont Alix Garin - Couleurs : collectif -  (ISBN 9782382640098)
- L'Été de mes 17 ans[20], Bayard Graphic, 3 mai 2023
Scénario et dessin : collectif dont Alix Garin - Couleurs : collectif -  (ISBN 978-2-227-50145-4),14 auteurs qui se souviennent de leurs 17 ans. Avec Lewis Trondheim, Lisa Mandel, Guillaume Bouzard, Leslie Plée, Lisa Mandel, Kim Consigny, Rudy Spiessert, Lucile Gomez, Fabrice Erre, Pochep, Jul, Claire Fauvel, Guillaume Long, Élisa Marraudino et Alix Garin.
- 40. #40[21], La Revue dessinée, 28 juin 2023
Scénario et dessin : collectif dont Alix Garin - Couleurs : collectif -  (ISBN 978-2-382-64016-6),Contribution : Mi-temps, récit sur la boxe thaïlandaise de 6 planches.
- Numéro spécial 77 ans - L'hommage des auteurs et autrices d'aujourd'hui aux personnages mythiques du journal Tintin[22], Éditions Moulinsart-Le Lombard, Bruxelles, 8 septembre 2023
Scénario : collectif - Dessin : collectif dont Alix Garin -  (ISBN 2-85815-201-2)Contribution : Modeste et Pompon, récit de 6 planches.
- 46. #46, La Revue dessinée, 27 novembre 2024
Scénario et couleurs : collectif - Dessin : collectif dont Alix Garin -  (ISBN 978-2-382-64024-1),Contribution : Le Prix de l'écoute, récit sur les centres d'appel à l'attention des femmes victimes de violences conjugales avec Sarah Bosquet.

#### Revue et journaux
- Tintin numéro spécial 77 ans[23], Éditions Moulinsart-Le Lombard, septembre 2023, Contribution : Modeste et Pompon, récit de 6 planches.

#### Illustration
- C'est comment la première fois ? (Et 80 questions sur l'adolescence)[18], par Apolline Guichet, Bayard Jeunesse, 17 février 2021,  (ISBN 9791036323058).
- Claire Aubé, Djadja on the road, Toulouse, Milan, coll. « Poche junior », 2023, 266 p., ill. (ISBN 9782408033798, présentation en ligne).

### Expositions
- Alix Garin, Rouge-Cloître à Bruxelles du 10 septembre au 30 octobre 2022, une exposition réalisée en collaboration avec l'association Sur la pointe du pinceau[48].

## Prix et récompenses
- 2017 :  prix Jeunes Talents du festival Quai des Bulles, à Saint-Malo[49],[1] ;
- 2021 :
  -  prix Rossel de la bande dessinée pour Ne m'oublie pas[50],[4],[2] ;
  -  prix France Culture BD des étudiants, 2021 pour Ne m'oublie pas[51],[52],[4],[2] ;
  -  prix de la BD Fnac Belgique[5],[2] pour Ne M'oublie pas ;
  -  prix Babelio[6],[2] catégorie bande dessinée pour Ne m'oublie pas ;
- 2022 :  prix de la première œuvre en bande dessinée de la Fédération Wallonie-Bruxelles pour Ne m'oublie pas[4],[53] ;
- 2024 :  prix Scam Belgique (Société civile des auteurs multimédia, Belgique), catégorie  Texte et image pour Impénétrable[4] ;
- 2025 :  Prix du Public France Télévisions[36] pour Impénétrable.

Alix Garin en public
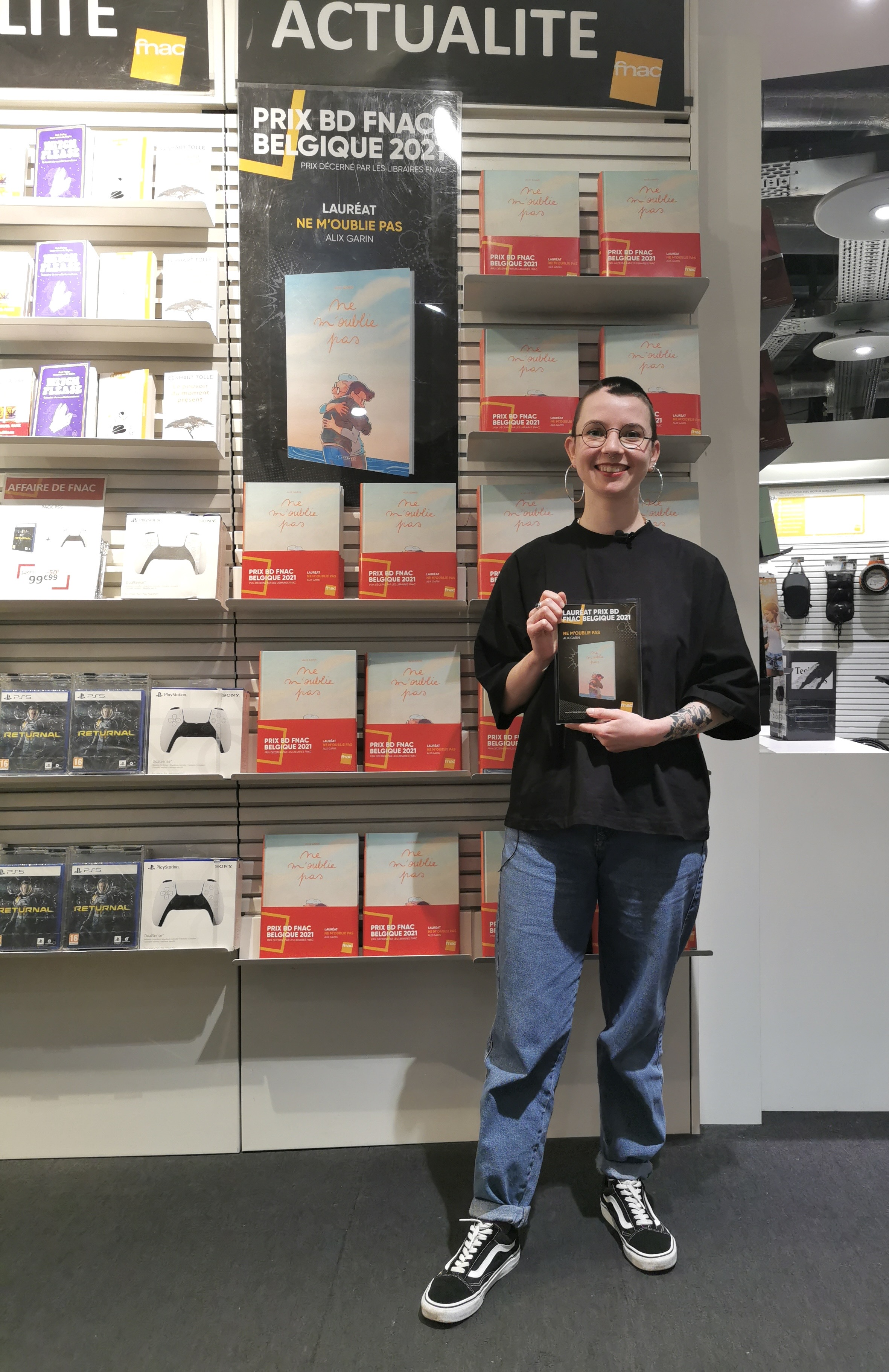
Alix Garin lors de la remise du prix BD Fnac Belgique 2021.
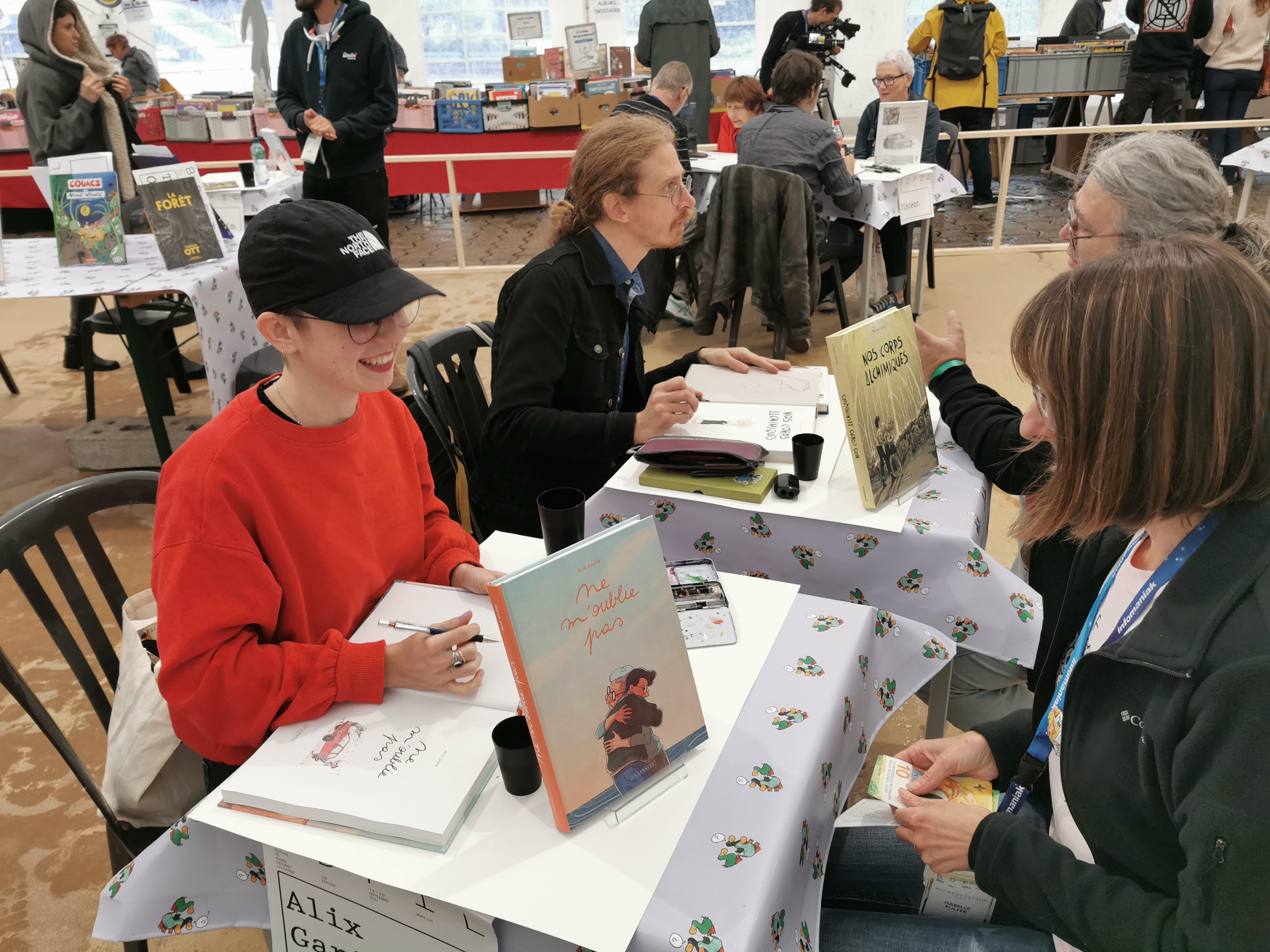
Alix Garin et Thomas Gilbert dédicacent leurs album à l'occasion du festival international de bande dessinée de Lausanne en 2021.
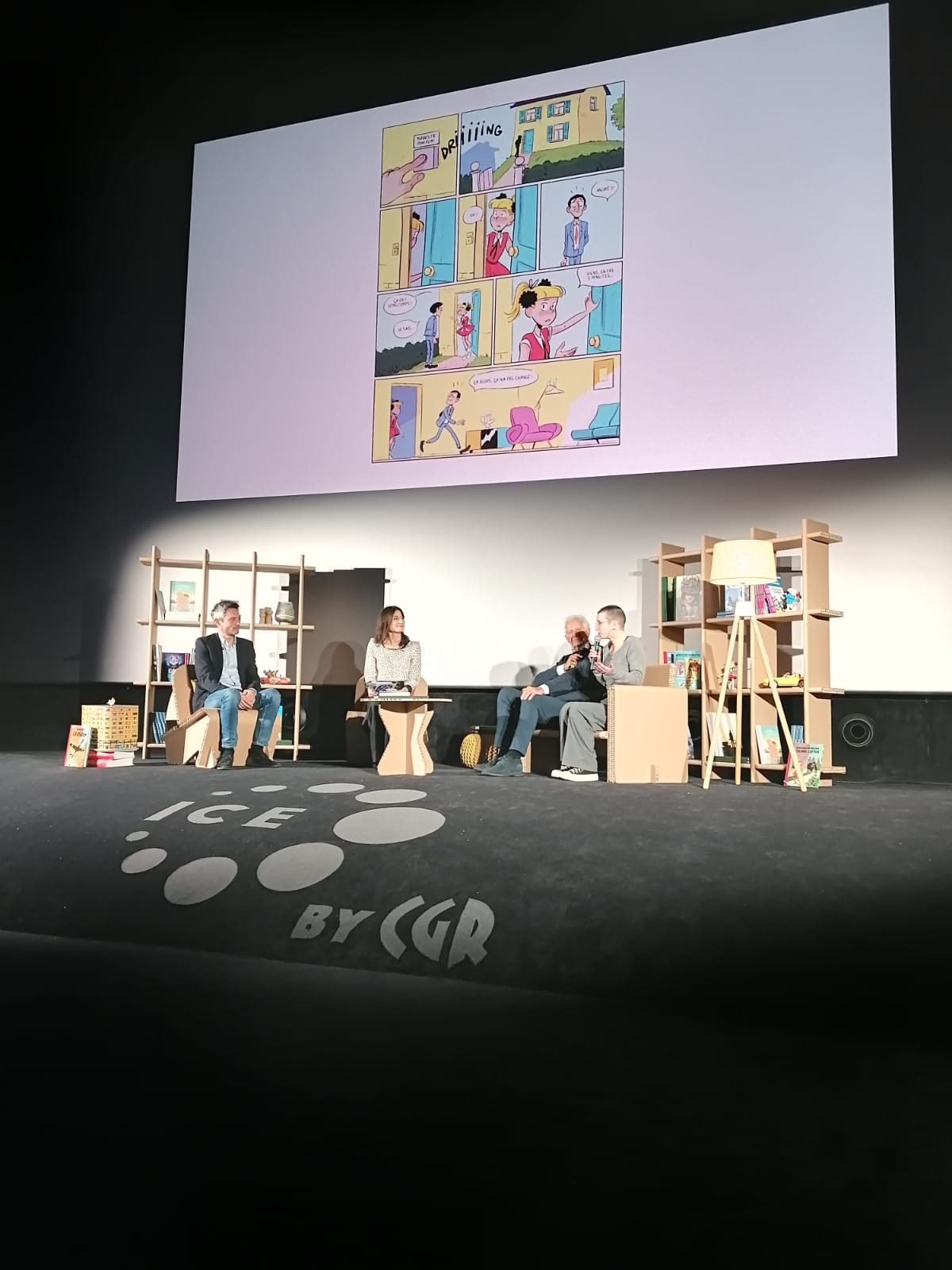
Conférence de presse réunissant Gauthier Van Meerbeeck (directeur éditorial des éditions Le Lombard, à gauche), Aurélie Blonde (présentatrice, au centre) et Dany au festival d'Angoulême 2023.
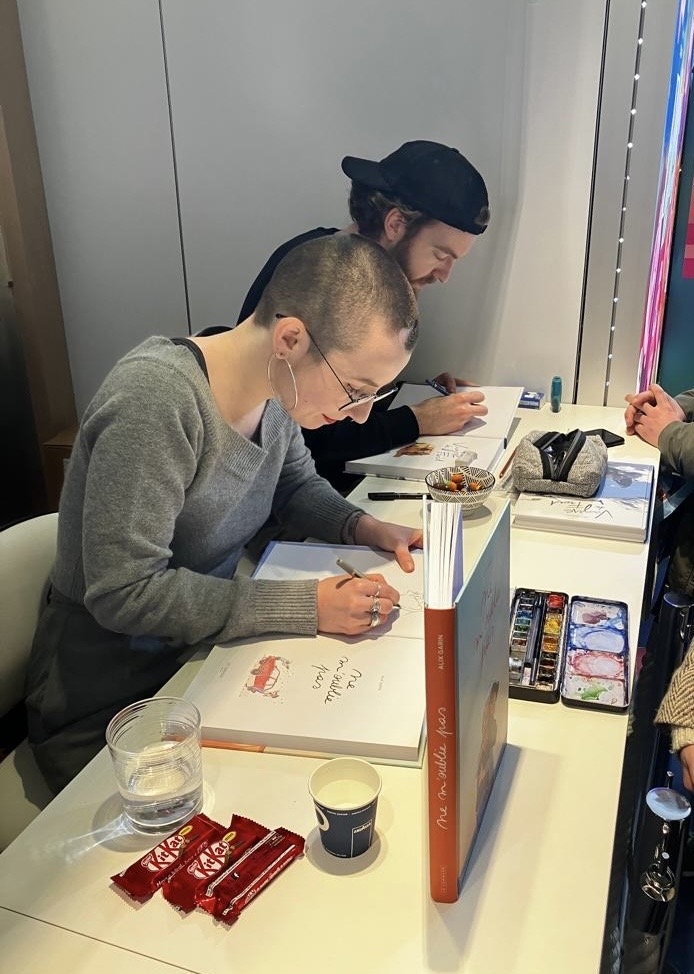
avec Jean Cremers au festival international de la bande-dessinée d'Angoulême, 2023.

#### Livres
: document utilisé comme source pour la rédaction de cet article.
- Philippe Mellot, Michel Denni, Laurent Turpin et Isabelle Morzadec, Trésors de la bande dessinée : BDM 2023-2024 - Catalogue encyclopédique et Argus, Paris, Les Arènes, novembre 2022, 23e éd., 1677 p., ill. ; 23 cm (ISBN 9791037507280, OCLC 1351462460, présentation en ligne), p. 888. .

#### Périodiques
- Hugues Dayez, « Spirou et moi : Alix Garin », Spirou, Dupuis, no 4343,‎ 7 juillet 2021 (ISSN 0771-8071).
- Alix Garin (interviewée par Antoine Béhoust), « Alix Garin : “Voici ce qu’est le vaginisme” », Casemate,‎ 29 juillet 2024 (lire en ligne, consulté le 12 septembre 2024).

#### Articles
- Alix Garin et Mathias Vincent (interviewés par Charles-Louis Detournay), « Alix Garin et Mathias Vincent : « Au-delà de l’Alzheimer, "Ne m’oublie pas" parle des relations intergénérationnelles. » », ActuaBD,‎ 2 février 2021 (lire en ligne, consulté le 14 mai 2023).
- Julie Huon, « Alix Garin, prix Rossel BD: «La vocation de la création, c’est tendre un miroir au lecteur» », Le Soir,‎ 27 octobre 2021 (lire en ligne , consulté le 14 mai 2023)
- Alix Garin (interviewée par Nathalie Boutiau), « Interview : Prix Rossel 2021 de la BD pour Alix Garin », L'Avenir,‎ 30 octobre 2021 (lire en ligne , consulté le 14 mai 2023).
- Alix Garin (interviewée par Claire et Yoann), « 1 an après avec Alix Garin », Comix Trip,‎ 27 février 2023 (lire en ligne, consulté le 7 octobre 2023)
- Alix Garin (interviewée par Julie Pasquiez), « Le Festival de la BD : « un rêve d'enfant » pour Alix Garin », Charente libre,‎ 16 mars 2022 (lire en ligne, consulté le 14 mai 2023).
- Alix Garin (interviewée par Jérôme Lachasse), « "On oublie qu'il y a des sujets dont les femmes parlent mieux" : le plaisir féminin se raconte en BD », BFM TV,‎ 18 novembre 2023 (lire en ligne, consulté le 12 septembre 2024).
- Alix Garin (interviewée par Kévin Giraud pour Les Grenades), « "L’injonction à la sexualité dans nos sociétés est insoutenable" : Alix Garin, autrice du roman graphique "Impénétrable" », RTBF,‎ 7 septembre 2024 (lire en ligne, consulté le 12 septembre 2024).
- Alix Garin (interviewée par Mathieu Van Overstraeten, chroniqueur BD sur La Une), « Interview : Alix Garin: « On vit dans un monde où avoir des problèmes de sexe, c’est la honte » », AGE-BD,‎ 12 septembre 2024 (lire en ligne, consulté le 12 septembre 2024).
- (nl) Alix Garin (interviewée par Leen Michiel), « Geen seks kunnen hebben: Alix Garin kaart vaginisme aan in graphic novel », Bruzz,‎ 18 septembre 2024 (lire en ligne, consulté le 20 septembre 2024).
- Alix Garin (interviewée par Matthieu Morvan), « Alix Garin et Quai des bulles : une idylle qui dure depuis 2017 », Comix Trip,‎ 9 octobre 2024 (lire en ligne, consulté le 13 décembre 2024).
- Alix Garin (interviewée par Alexis Seny), « Namur : chez Papyrus, le 15/10, rencontre avec Alix Garin, autrice de BD qui change les représentations, en puissance et en fragilité (interview) », L'Avenir,‎ 9 octobre 2024 (lire en ligne , consulté le 7 août 2025).

### Émissions de télévision
- Kaboom ! - Tome #58 – Alix Garin sur RTL-TVI, présentation : Thibaut Fontenoy - réalisation : Patrice Gautot - production : Bangarang (13 min 2 s), 20 juillet 2021 Voir en ligne.

### Émissions de radio
- L'Invité(e) des Matins sur France Culture, production : Chloë Cambreling (15 min 21 s), 5 août 2021.
- Le Mug d’ouverture sur La Première, participant : Dany, présentation : Élodie de Sélys (15 min 0 s), 8 septembre 2023 Voir en ligne via Auvio .
- Galaxies BD sur La Première, présentation : Thierry Bellefroid (13 min), 21 septembre 2024 Écouter en ligne via Auvio .

### Vidéographie
- [vidéo] « Rentrée Dessinée 2024 - Interview d'Alix Garin / Impénétrable », sur YouTube, 13 août 2024